# Amidakuji

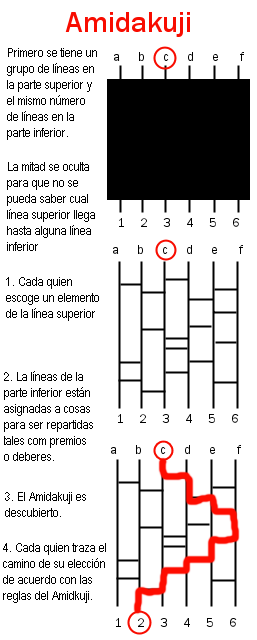
Ejemplo de como se usa el Amidakuji.

Amidakuji o Amida (阿弥陀籤?) es un juego japonés de lotería diseñado para crear relaciones de pares al azar entre dos conjuntos de cualquier tamaño, siempre y cuando éstos contengan el mismo número de elementos. Comúnmente se usa para repartir cosas al azar entre personas, donde el número de cosas a distribuir es el mismo que el número de personas. Por ejemplo, premios o tareas pueden asignarse de una manera justa y al azar con este método.

## Proceso
Como ejemplo, vamos a considerar repartir 6 objetos entre 6 personas.
1. Para empezar se colocan los nombres de las personas en la parte superior de una hoja de papel a los cuales les asignaremos una letra (a, b, c, d, e, f) y en la parte inferior se colocan los nombres de los objetos a los cuales llamaremos 1, 2, 3, 4, 5 y 6. Luego los unimos con líneas verticales uno a uno. Es decir unimos a-1, b-2, c-3, etc.
2. Los nombres de las personas o los objetos se oculta para que nadie vea en que línea está su nombre o en que línea está cada objeto.
3. A continuación cada persona añade una o más (usualmente 3) líneas horizontales para conectar solamente dos líneas verticales adyacentes sin tocar ninguna otra línea horizontal.
4. Hecho lo anterior, se traza un camino sobre las líneas verticales desde arriba hacia abajo, con la condición de que cada vez que se llega a encontrar con una línea horizontal se debe seguir el camino ya sea hacia la izquierda o hacia la derecha para continuar descendiendo por la siguiente línea adyecente hasta nuevamente encontrarse con otra línea horizontal o hasta llegar al objeto que por azar quedó asignado.

Otra forma de jugarlo es creando la escalera previamente y ocultando la parte media. Entonces cada quien escoge un camino de inicio ya sea a, b, c, d, e, o f. Posteriormente se descubre la escalera y cada quien traza su camino hacia los objetos.
- Datos: Q1184644
- Multimedia: Ghost leg / Q1184644